# 宇部朝鮮初中級学校
宇部朝鮮初中級学校（うべちょうせんしょちゅうきゅうがっこう、우베조선초중급학교）は、山口県宇部市に所在した朝鮮学校である。
山口朝鮮学園が運営を行い、日本の幼稚園・小中学校に相当する教育を行う各種学校（非一条校）であった。2008年に下関朝鮮初中級学校と統合し山口朝鮮初中級学校となる。

## 沿革
2008年 - 宇部朝鮮初中級学校と下関朝鮮初中級学校が統合し、山口朝鮮初中級学校となる。

## 学科
- 中級部
- 初級部
- 幼稚班

## 所在地
- 〒755-0807 宇部市東平原1-1-1